# L'Action wallonne

L'Action wallonne fut, de 1933 à 1940, le journal de la Ligue d'action wallonne de Liège, mais fut en même temps une revue d'idées rayonnant au-delà de sa raison sociale de périodique d'un mouvement.

## L'équipe de la publication et ses soutiens financiers
Elle obtint d'emblée l'appui de Georges Thone. C'est d'abord Auguste Buisseret qui dirige le journal et y exprime la position officielle de la Ligue Georges-A.Detry (qui est journaliste à La Meuse et correspondant du journal français Le Temps), est responsable de la politique étrangère, Maurice Firket des problèmes économiques, René Pouret de la politique intérieure, Georges Truffaut, Marcel Thiry, Jean Rey viennent compléter ce comité de rédaction qu'Alain Clara, Philippe Destatte et Paul Delforge jugent exceptionnel Il est certain que Georges Thone la soutenait comme mécène, mais il est possible aussi qu'elle ait eu, via ce militant wallon francophile, un soutien direct venant de France. Elle paraît régulièrement tous les mois jusqu'à l'invasion allemande. 
Le journal est aussi très attentif à l'actualité culturelle dans tous les domaines: musique, histoire, littérature. Elle ouvre ses colonnes à des hommes politiques socialistes, catholiques et libéraux. L'attention des responsables de la Ligue est tellement concentrée sur le journal que le mouvement lui-même est négligé. En 1938, Fernand Schreurs est coopté au comité du journal et s'occupera du recrutement de membres de la Ligue.

## Ligne politique et programme
En 1939 le journal entre dans une phase difficile avec la démission d'Auguste Buisseret. Dès lors le journal sera dirigé par un triumvirat pluraliste composé du libéral Jean Rey, du socialiste G.Truffaut et du catholique Englebert Renier. En 1939, Georges Thone entreprend de rédiger des communiqués bien documentés et ensuite adressés à toute la presse belge. L'équipe du journal se soucie de lancer un Conseil économique wallon qui verra le jour en 1939, qui subsistera après la guerre puis deviendra un organisme officiel sous le nom de Conseil économique de la Région wallonne puis de Conseil économique et social de la Région wallonne. La publication s'inquiète aussi des votes des lois linguistiques, du transfert d'entreprises de la Wallonie vers la Flandre, de la question du Bouchon de Lanaye, lutte contre les fascismes et en particulier celui de Rex, par-dessus tout rejette la politique de neutralité suivie par la Belgique à partir de 1936 sous l'impulsion de Léopold III et de Paul-Henri Spaak. Le programme politique de L'action wallonne tient en trois points: égalité entre Wallons et Flamands par le fédéralisme, défense nationale et développement économique par une union avec la France, enfin, refus de tout bilinguisme.

## Janvier 1933: Hitler prend le pouvoir
En janvier 1933, lors de la parution du premier numéro de la publication Hitler a pris le pouvoir en Allemagne. D'emblée la rédaction de Detry, responsable de la politique étrangère est très hostile: 
«  La Wallonie, qui est aux marches de l'Est, ne peut rester indifférente aux événements d'Allemagne. L'avènement de Hitler à la Chancellerie du Reich doit être un grave avertissement. la porte est ouverte à Berlin à toutes les aventures [...] Si les nazis, dont le programme social est nettement révolutionnaire, réussissent à dominer les monarchies d'Hugenberg et les juntes dont les tendances réactionnaires sont ultra-connues, il faut s'attendre au pire. Dictature basée sur le terrorisme et s'appuyant sur la police à l'intérieur; campagnes révisionnistes et peut-être coups de force vers Dantzig, Vienne, Eupen, à l'extérieur. Il est temps de réagir et de faire preuve de vigilance. La politique des concessions a fait faillite. »

Comme Jules Destrée dans Le Soir, Marcel Thiry déplore vivement l'absence de Léopold III aux funérailles (1934) de Raymond Poincaré ancien Président de la République française et d'ailleurs de toute représentation belge. Le mensuel se réjouit également en 1934 de la chute du Gouvernement de Charles de Broqueville qui proposait au Parlement belge de voter une loi sur l'expulsion des étrangers. Il met aussi en cause le nationalisme belge de Paul Colin dans Cassandre, l'idée de Grande Belgique fasciste de Joris Van Severen et du Verdinaso, la nomination du Comte Charles d'Aspremont Lynden comme ambassadeur à Paris qu'il considère comme un hitlérien convaincu, l'antisémitisme du VNV, Léon Degrelle dont la victoire aux élections de mai 1936 (où il obtient d'emblée 21 sièges à la Chambre) est aussi perçue comme une défaite du Mouvement wallon. René Pouret dénonce en Léon Degrelle: 
«  L'action d'un chef dont le parti a conquis des voix en pays wallon et à Bruxelles en camouflant ce qu'il disait à Anvers et à Eupen; [et qui] affirme aujourd'hui comme conséquence de son idéologie hiltlérienne et de son culte de la force, un germanisme intégral. »
Après les élections de 1937 qui voit la défaite de Degrelle (à Bruxelles il s'est présenté face à Paul Van Zeeland et a été battu), et qui est devenu fédéraliste, Maurice Firket se réjouit de sa défaite, car, pour lui, ce fédéralisme est une manière d'abdication de la Wallonie. Dans la même livraison le journal met en cause Joseph-Maurice Remouchamps qui à l'Assemblée wallonne s'est exprimé d'une façon qui trahit sa sympathie pour le chef de Rex. Georges Truffaut met aussi en cause la présence de Paul Collet aux travaux de l'Assemblée.

## Neutralité, rexisme et monarchie
Pour Marcel Thiry, le rexisme est au-delà de Léon Degrelle: 
«  Le rexisme en tant que maladie politique triomphe. Car le rexisme c'est essentiellement cet abandon des droits du Parlement à l'intérieur, des alliances françaises et anglaises à l'extérieur. Que cette politique-là marquée par le discours royal d'octobre, par le voyage royal à Londres du mois d'avril, soit menée par Rex ou par le roi, il ne faut pas être grand latiniste pour voir que c'est la même chose. »
Lorsque la France et l'Angleterre déclare la guerre à l'Allemagne, l'éditorial de L'action wallonne estime que la Belgique est neutre mais les Wallons ne le sont pas. La neutralité disait déjà le journal avant septembre 1939, sous la signature de Tuffaut heurte la Wallonie parce qu'Elle sait qu'en laissant écraser la France elle signerait son propre arrêt der mort.
L’Encyclopédie du Mouvement wallon estime que Le journal tiré à 5 000 exemplaires, est très lu, redouté et commenté dans la presse belge. Son influence a été considérable, tant par la pertinence des problèmes soulevés que par la qualité et la force avec lesquels ils étaient traités.. Malgré la censure imposée à la presse belge à partir de la déclaration de guerre de l'Angleterre et de la France à l'Allemagne, malgré des perquisitions effectuées à l'imprimerie de Georges Thone, le ton de la publication ne se modifiera pas.